# 净因寺 (太原市)
净因寺，又称大佛寺，位于中国山西省太原市尖草坪区上兰镇土堂村的一座净土宗佛教寺院，全国重点文物保护单位。
北齐始建该寺，金泰和五年（1205年）、明朝、清朝又多次重修。现存两躯石狮为金代雕刻。寺中轴线上分别是天王殿、东配殿、大雄宝殿、罗汉殿和地藏殿。明嘉靖二十年(1541年)依山崖筑有重檐歇山式楼阁。寺旁古柏被称为“土堂怪柏”，为晋阳一景。